# Withartkalkkopje
Het withartkalkkopje (Physarum mutabile) is een slijmzwam behorend tot de familie Physaraceae. Het leeft saprotroof op hout van loofbomen en struiken.

## Verspreiding
In Nederland komt het uiterst zeldzaam voor.